# Amy (Oise)
Amy település Franciaországban, Oise megyében. Lakosainak száma 421 fő (2022. január 1.). Amy Avricourt, Candor, Crapeaumesnil, Fresnières, Lassigny, Beuvraignes és Verpillières községekkel határos.

## Népesség
A település népességének változása:
| Lakosok száma | 371  | 383  | 394  | 392  | 399  | 404  | 410  | 416  | 421  |
|               | 2013 | 2015 | 2016 | 2017 | 2018 | 2019 | 2020 | 2021 | 2022 |